# CyberMentor

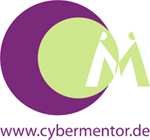
CyberMentor

CyberMentor ist ein wissenschaftlich fundiertes E-Mentoring-Programm, das als Projekt des „Nationalen Pakts für Frauen in MINT-Berufen“ zum Anliegen hat, das Interesse und die Beteiligung von Mädchen am MINT-Bereich (Mathematik, Informatik, Naturwissenschaften und Technik) zu steigern.

## Überblick
Hierzu erhalten die Schülerinnen (Mentees) eine persönliche, beruflich in MINT tätige Mentorin (z. B. Professorin, Ingenieurin, Programmiererin) oder eine Studentin, die sich im
Hauptstudium eines MINT-Studienganges befindet. Mit ihr können sie sich regelmäßig über E-Mails Informationen zu wissenschaftlichen Inhalten, Karrierechancen, geeigneten Online-Ressourcen zum MINT-Bereich und anderen Themen austauschen. Eine Internet-Community bietet den Teilnehmerinnen außerdem die Gelegenheit, untereinander zu kommunizieren und sich auf diese Weise ein Netzwerk mit anderen MINT-interessierten Mädchen und Frauen aufzubauen. Das deutschlandweit angebotene Programm wird von den Universitäten Regensburg und Erlangen-Nürnberg durchgeführt. Eine umfangreiche Begleitforschung ist ebenfalls Teil des Projektes. Seit dem Jahr 2008 wird CyberMentor vom Bundesministerium für Bildung und Forschung und dem Europäischen Sozialfonds gefördert.

## Projekthintergrund
Aktuelle Statistiken über Studienanfänger zeigen, dass Frauen im MINT-Bereich in Deutschland immer noch stark unterrepräsentiert sind. Die Studien- und Berufswahl von Mädchen und Frauen ist von unterschiedlichen Faktoren und Einflüssen abhängig, wie beispielsweise Sozialisationseffekten oder fehlende Rollenmodellen. Eine äußerst vielversprechende Möglichkeit Mädchen und Frauen im MINT-Bereich stärker zu fördern, bietet daher Mentoring.

## Programm
Das Projekt CyberMentor wurde im Jahr 2005 in Baden-Württemberg von Albert Ziegler (Universität Erlangen-Nürnberg), Heidrun Stöger (Universität Regensburg) und Diana Schimke ins Leben gerufen. Zunächst wurde es vom dortigen Ministerium für Ernährung, Ländlichen Raum und Verbraucherschutz finanziert. Seit dem Beginn der Förderung durch das Bundesministerium für Bildung und Forschung und den Europäischen Sozialfond im Jahr 2008 wird es deutschlandweit angeboten.
Zielgruppe des Programms sind Schülerinnen der sechsten bis zwölften Klasse. CyberMentor setzt hier an, weil aus der Forschung bekannt ist, dass das Interesse an MINT etwa ab einem Alter von 12 Jahren sinkt.
Jede teilnehmende Mentee wird von einer MINT-Mentorin über ein Jahr lang persönlich betreut. Der Austausch von Schülerin und Mentorin erfolgt dabei per E-Mail. Darüber hinaus steht den Teilnehmerinnen auch eine Internet-Community, die geschützt und moderiert ist, zur Verfügung, die mittels Foren und Chats eine weitere Möglichkeit zu Kooperation und Austausch bietet. Gleichaltrigen Schülerinnen mit Interesse an MINT und Mentorinnen wird es also ermöglicht, sich auch über größere Entfernungen hinweg miteinander zu verständigen. Durch das Anlegen von persönlichen Profilseiten innerhalb der Community werden eigene Interessen aufgezeigt und potentielle Gesprächs- und Interessenpartner sind leicht ausfindig zu machen. Die Teilnehmerinnen erlangen so einen Einblick in verschiedene MINT-Disziplinen und stellen auf diese Weise fest, wie vielfältig MINT sein kann.
Bei Exkursionen und von CyberMentor organisierten Offline-Treffen lernen sich Mentorinnen und Mentees auch persönlich kennen. Die programminterne Zeitung „CyberNews“, an der sich Mentees und Mentorinnen beteiligen können, behandelt ebenfalls Themen aus dem MINT-Bereich.
Die Mentorinnen werden in regelmäßig stattfindenden Schulungen speziell auf den richtigen Umgang mit den Mentees vorbereitet und haben so die Möglichkeit sich weiterzuqualifizieren.

## Entwicklung der Teilnehmerzahlen
In den Jahren 2005 bis 2008 haben jeweils 200 Mentoring-Paare aus Baden-Württemberg an dem Programm teilgenommen. Als deutschlandweit angebotenes „komm-mach-mint“-Projekt werden ab 2009 jährlich 800 Paare aufgenommen.

## Mentorinnen
Zu den bekannten Mentorinnen des Projekts zählen die Jenaer Informatikerin und Dekanin Birgitta König-Ries und die hannoversche Erdbebenforscherin und Herausgeberin der Roten Blätter Silke Hock.